# Polla inquinata
Polla inquinata là một loài bướm đêm trong họ Geometridae.